# Toft Monks
Toft Monks – wieś w Anglii, w hrabstwie Norfolk, w dystrykcie South Norfolk. Leży 24 km na południowy wschód od Norwich i 160 km na północny wschód od Londynu. Miejscowość liczy 324 mieszkańców.